# Liu Pengli
Liu Pengli (... – Shangyong, dopo il 115 a.C.) è stato un serial killer cinese.
È il secondo serial killer conosciuto della storia (dalle fonti è esistito nel 144 a.C.), oltre che uno dei più prolifici di tutta la Cina dato l'elevato numero di vittime. Prima di lui vennero Le Avvelenatrici di Roma (331 a.C., sotto il consolato di Marco Claudio Marcello). Pengli fu anche un membro della nobile famiglia cinese degli Han (che contarono diversi imperatori nel territorio cinese in quell'epoca), ma non è principalmente ricordato per questo. Della sua storia si sa ben poco; le poche informazioni che si conoscono su di lui sono state tramandate dallo storico cinese Sima Qian (司马迁).

## Biografia
La data di nascita di Liu Pengli è sconosciuta; apparteneva alla dinastia degli Han; era il terzo figlio del principe Xiao di Liang (梁孝王), nipote dell'imperatore Wen Han (汉文帝) e cugino dell'imperatore Jing Han (汉景帝). Aveva quattro fratelli che, in ordine di età decrescente, erano: Liu Mai (刘买), Liu Ming (刘明), Liu Ding (刘定) e Liu Bushi (刘不识).
Sima Qian cita che Liu Pengli divenne re della città di Jidong (济东王) nel 144 a.C. durante il periodo del regno dei Jing, quando l'imperatrice Dou (窦皇后) pianse al principe Xiao la morte di Liang. Gli altri quattro fratelli presero le altre parti del regno. 29 anni dopo l'instaurazione del suo governo divenne crudele e arrogante: insieme ad un modesto esercito di giovani schiavi avrebbe organizzato una moltitudine di saccheggi ai danni delle famiglie del suo regno e sequestrato loro tutto ciò che possedevano per “puro divertimento”. Durante questi assalti totalizzò molte vittime. I suoi crimini erano conosciuti in tutto il regno, ma nessuno voleva mettersi contro una persona così ricca, potente, conosciuta e soprattutto brutale. La gente era così spaventata che aveva paura di uscire di casa la notte per paura di agguati improvvisi.
Fu solo nel ventinovesimo anno del suo regno (attorno quindi al 115 a.C.) che il figlio di una delle vittime denunciò i suoi efferati crimini all'imperatore Jing. Conosciute le sue atrocità, gli ufficiali della corte suprema richiesero che Liu Pengli fosse subito sentenziato a morte. Comunque l'imperatore, non sopportando il pensiero di avere suo cugino ucciso, lo punì togliendogli ogni titolo e diritto nobiliare e lo ridusse ad un semplice cittadino. Infine lo costrinse ad andare in esilio nella regione di Shangyong (上庸县), cioè l'odierna Zhushan (竹山县) nella provincia di Hubei (湖北省). Le sue terre e i suoi beni vennero presi dall'imperatore Jing. Sima Qian non riportò la data della morte e tutto ciò che successe dopo, e di lui non ci sono stati tramandati ritratti. Con le sue oltre 100 vittime, viene considerato come uno dei peggiori serial killer della Cina e di tutta l'antichità.